# Вечерас вас забављају музичари који пију
Вечерас вас забављају музичари који пију је пети студијски албум музичке групе Рибља чорба.
Како је ПГП РТБ одбила да финансира снимање албума у Лондону, група је потписала уговор са издавачком кућом Југотон. Због своје мрачне, депресивне атмосфере, овај албум није остварио ни приближан успех претходних издања, а једини хит је била песма „Кад ходаш“, чији је аутор био Момчило Бајагић. Иако је тада већ започео соло каријеру, Бајагић је у значајној мери допринео овом албуму, са две комплетно ауторске песме и написавши музику за још три. Поред тога, Владимир Голубовић, замена на бубњевима за одсутног Вицка Милатовића који је у то време служио војску, је постао члан члан групе Бајага и инструктори.
„Вечерас вас забављају музичари који пију“ је последњи албум снимљен пре него што су Бајагић и Рајко Којић искључени из групе.
2022. године, албум је поново изашао на плочи и ЦД-у. Реиздањем овог албума од стране Кроација рекордса (некадашњи Југотон) албум је добио вртоглаву популарност. Продат је у скоро идентичном броју примерака као 1984. године и заузео је врх свих музичких листа

## Контроверзе
Након што је албум објављен, државни цензори су означили три песме морално неподобним, због чега је плоча проглашена за шунд, што је утицало на повећање њене цене. Песма „Бесни пси“ је чак изазвала међународни скандал, пошто су амбасаде три арапске земље и амбасада Заира уложиле протест, жалећи се да је Бора Ђорђевић, као аутор стихова „Грчки шверцери, арапски студенти, негативни елементи, малолетни делинквенти и бесни пси“, изједначио студенте који су страни држављани са псима. Тадашње републичко министарство културе је затражило експертску анализу песме, на основу које је забрањено њено извођење.

## Списак песама
1. Казабланка — 3:38
2. Музичари који пију — 2:14
3. Мангупи вам кваре дете — 1:56
4. Џукеле ће ме докусурити — 3:17
5. Немој да кажеш моме дечку — 3:40
6. Глупости — 3:13
7. Прича о Жики Живцу — 3:02
8. Бесни пси — 4:18
9. Кад ходаш — 4:05
10. Минут ћутања — 3:23
11. Равнодушан према плачу — 3:16

## Чланови групе
- Бора Ђорђевић — вокал
- Рајко Којић — гитара
- Момчило Бајагић — гитара
- Миша Алексић — бас-гитара
- Владимир Голубовић — бубњеви

## Топ листе

### Недељна листа
| Листа     | Највиша позиција |
| --------- | ---------------- |
| ХР Топ 40 | 1                |

### Месечна листа
| Листа | Највиша позиција |
| ----- | ---------------- |
| ХДУ   | 3                |

### Полугодишња листа
| Листа | Највиша позиција |
| ----- | ---------------- |
| ХДУ   | 34               |

## Обрада
- 6. Немој да кажеш моме дечку (ZZ Top - La Grange)[9]